# Estret Eureka
L'estret Eureka és un braç de l'oceà Àrtic que es troba a l'Arxipèlag Àrtic Canadenc, a Qikiqtaaluk, Nunavut. Separa les illes Axel Heiberg, a l'oest, de la d'Ellesmere, a l'est. Les illes Stor i Hat es troben al seu interior. L'estret té una llargada de 290 quilòmetres i entre 13 i 48 quilòmetres d'amplada.
La costa de l'estret Eureka està deshabitada, a excepció de l'estació de recerca àrtica base Eureka, al fiord Slidre, però nombroses troballes de la cultura Thule demostren l'existència d'assentaments anteriors.
L'estret Eureka Sound va rebre el seu nom durant la segona expedició del Fram, quan fou descobert durant la primavera de 1901 i va comprovar que l'illa Axel Heiberg no formava part de l'illa d'Elsmere, sinó que era una illa independent.